# サイトマネジメントシステム
サイトマネジメントシステム（SMS）とは、マルチサイトに対応した管理システムを搭載したシステムの事を差す。
近年コンテンツ管理システム（CMS）システムが多種多様出てきたが、総合的にCMSを管理できる機能を持つシステムが注目をあびている。

## 概要
- SMSを利用する事により、管理画面上からCMSのアカウントを発行する事により、サイトを一元的に総合管理できる。
- SMSを搭載したシステムを導入し、CMSをASP提供している会社も出てきた。低価格で提供できるメリットがある。

## 求められる機能
SMSに求められる機能としては次のようなものがある。
- お知らせなどの告知機能
- サイト（CMS）毎のバックアップリストア機能
- サイト（CMS）毎の公開、非公開設定、期間公開設定
- サイト（CMS）複製機能
- サイト（CMS）毎のオプションの追加及び削除
- SMS間でのサイト（CMS）移行（アクセス数が少ないサーバーへ引っ越しを行う機能）

## SMSを搭載したシステム一覧
- creblo-CMS